# Iglesia de San Juan (Palau Sabardera)
San Juan es la iglesia parroquial del municipio alto-ampurdanés de Palau Sabardera en la provincia de Gerona. De origen románico, está incluida en el Inventario del Patrimonio Arquitectónico de Cataluña y protegida como Bien Cultural de Interés Local.

## Historia
La iglesia de Palau fue construida entre los años 1022 y 1070, fechas comprendidas entre la consagración del monasterio de San Pedro de Rodas y de los primeros templos ampurdaneses. Posiblemente, el primer señor que promovió la construcción de la iglesia fue un antepasado de Bernat Palau. Esta se emplaza en el solar de una antigua villa romana, construida por los antiguos pobladores de Palau que utilizaron granitos de la zona, y mortero procedente del «Forn de Cal». La iglesia primitiva consistía en una pequeña planta rectangular carente de crucero, con la entrada situada al este y sin las actuales capillas, sacristía ni transepto, con bóvedas de cañón y pilares cruciformes que sostenían los ocho arcos formeros existentes, mucho más bajos y pesados que los actuales.
Hacia el final del siglo XV, la iglesia de Palau recibió una donación de dieciséis libras de manos de la esposa de Ramón de Palau que probablemente fuera acompañada de la construcción de un altar, que podría corresponder a la actual capilla dedicada a la Virgen de los Ángeles situada en la parte de levante.

### Siglos XVI - XVII

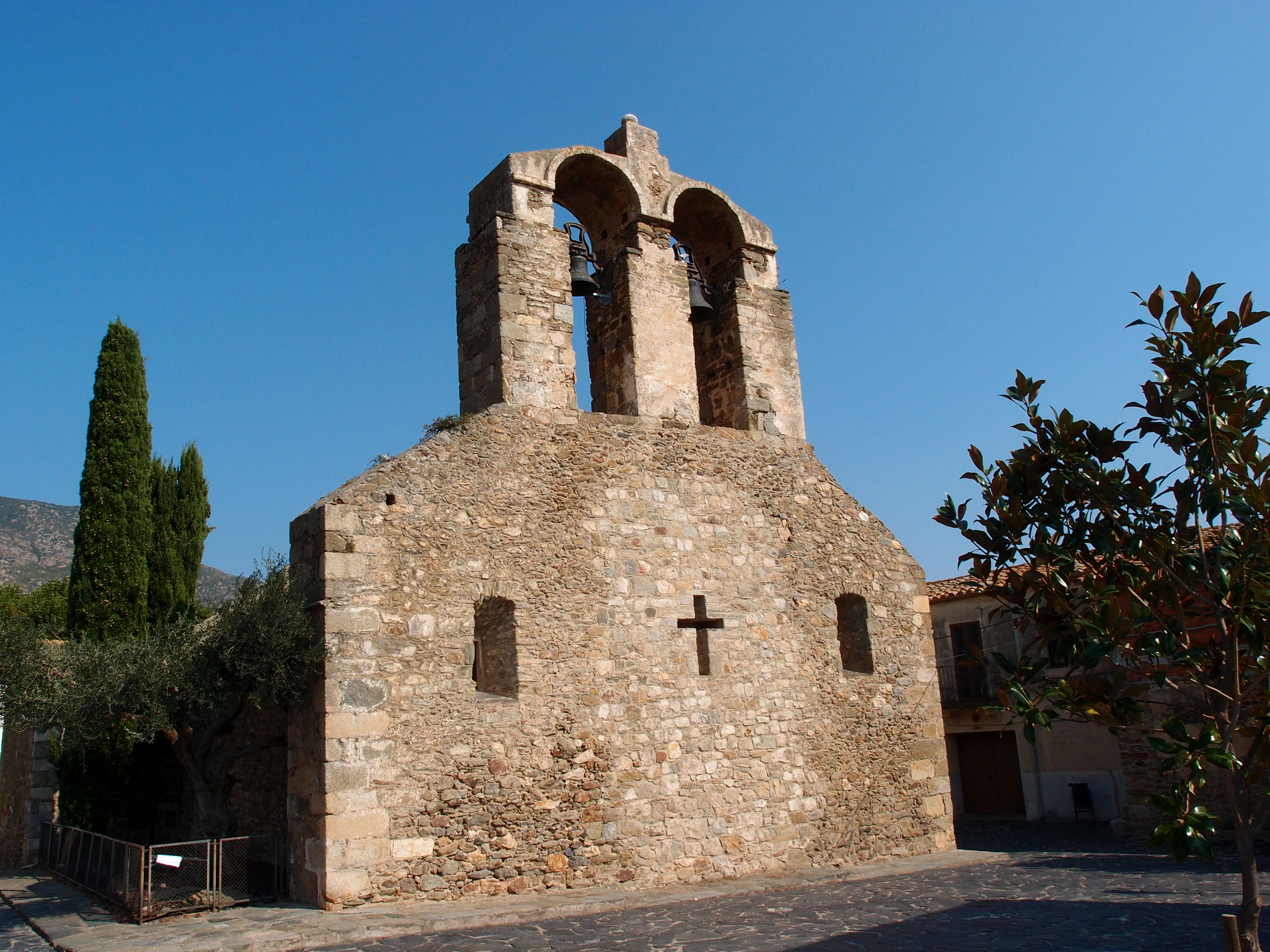
Fachada y campanario.

Durante la visita pastoral en 1547 se inventariaron los objetos religiosos, de este inventario se puede deducir que el campanario no era el actual y presentaba una estructura capaz de acoger cuatro campanas. No fue hasta principios del siglo XVI que se hizo la gran reforma de la iglesia ocasionada tanto por la débil estructura interna como por el crecimiento demográfico que sufrió Palau Saverdera. Esta reforma redujo las arcadas de cada lateral de cuatro a dos y los pilares que la sostenían que pasaron de seis a dos, resultó con dos aberturas más amplias y luminosas que las actuales y que además mejoraban la comunicación y la capacidad. El enorme peso de la bóveda obligó a reforzar la techumbre con arcos torales, apoyados sobre el pilares cilíndricos que todavía hoy se pueden ver. También se construyó la capilla de arco apuntado, dedicada a la Virgen de los Dolores. Estas obras fueron terminadas como mínimo antes del 1600, fecha en la que el obispo concedió licencia para bendecir una campana. En el mismo siglo se concedió otra licencia para bendecir una segunda campana y reparar la sacristía.

### Siglos XVIII - XIX
En 1740 y por orden episcopal se inició la construcción de una nueva sacristía así como otras reformas internas. A finales del siglo XIX, dado el crecimiento demográfico del pueblo, la iglesia se quedó pequeña y se consideró la idea de construir una nueva parroquia en otro terreno. Esta primera idea quedó paralizada y se optó por reformar y ampliar el viejo edificio románico. En las obras iniciadas el 5 de junio de 1899 se alargó la nave central abriendo un gran portada en el muro frontal que comunica un porche añadido en el exterior, del mismo modo se realizó la apertura de una ventana, se repicaron las paredes y encalaron del interior, así como el empedrado de la plaza entre la iglesia y la rectoría.

### sigloXX
Durante la guerra civil española la iglesia sufrió, como la mayoría de edificios religiosos, la quema de imágenes y otros objetos de culto, además se fundieron las campanas para la obtención de munición. No fue hasta mayo de 1962 cuando fueron restituidas las campanas gracias a una donación, dos grandes campanas de 425 y 300 kilos respectivamente. En el año 1981 se hicieron unas obras de restauración. Además de derribar el pórtico o cancel, se rehízo el frontis y se reconstruyó la puerta lateral, se sustituyó el tejado por cubierta de losas, alicataron el interior con gres y se quitaron los espesores de revoque, se derribó una sacristía, una escalera exterior y un garaje adosados. Se descubrió escasos rastros de pintura mural románica, visibles en una parte del ábside mayor, y las excavaciones mostraron la antigua villa romana.

## Arquitectura

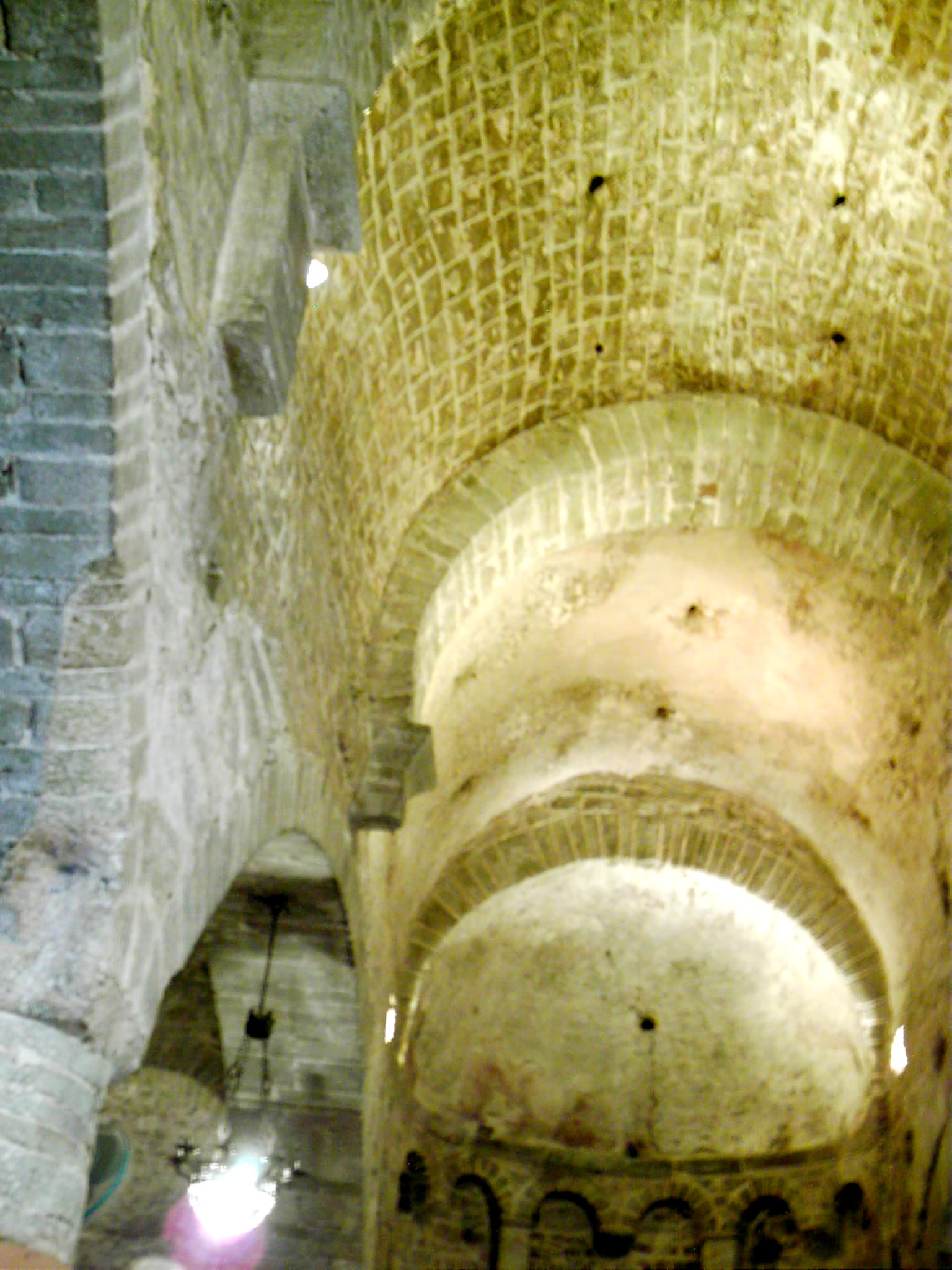
Bóveda de la nave central del templo.

Está situada dentro del casco urbano de Palau Sabardera y delimitada por la plaza de la Iglesia y por la calle de la Iglesia, cercana al acceso principal al núcleo.
Es una iglesia de planta basilical formada por tres naves paralelas con tres ábsides semicirculares orientados al este. La nave central está cubierta con bóveda de cañón y tres arcos torales de medio punto sobre pilastras adosadas. Las naves laterales también presentan tres arcos torales sobre pilares y están cubiertas con bóveda de aristas en la parte de levante, bóveda de cuarto de círculo en la parte oeste y bóveda de cañón el resto del espacio. La cubierta es única para las tres naves, de doble vertiente y cubierta con losas de pizarra, al igual que los tres ábsides. Los arcos formeros primitivos que comunicaban las naves fueron sustituidos tardíamente por otros rebajados sobre columnas cilíndricas. De los primeros aún se aprecian vestigios en el interior de la nave. En el extremo occidental de las naves hay dos capillas laterales, de construcción más tardía, a modo de transepto. El aparato es de sillares pequeños y rectangulares de granito y pizarra, desbastados. La cabecera presenta decoración lombarda de arcos ciegos entre lesenas en el exterior, y también en el interior del ábside central, el cual exteriormente también incorpora grandes ventanas ciegas.
La apertura de las ventanas románicas, una en cada ábside, es de doble sesgo con arco con fragmentos de bipedales romanos. Hay una cruciforme en el muro oriental del templo. En la fachada oeste se añadió una especie de pórtico cerrado, moderno, que fue derribado. En el centro del muro hay una gran ventana cruciforme y, a ambos lados dos ventanas más de arco rebajado de piedra. Por encima de él está el campanario de espadaña, formado por tres pilares de piedra con los arcos construidos con ladrillos, contiene dos campanas. La entrada actual al templo se realiza por la fachada sur. Se trata de un portal de arco de medio punto adovelado, en parte reconstruido.
En el interior del templo se conserva una pila bautismal monolítica, sin decoración, en forma de gran copa ovoide, actualmente colocada en la absidiola meridional.